# Elecciones generales de Liberia de 2023
Las elecciones generales en Liberia de 2023 se realizaron el 10 de octubre del mencionado año para elegir al Presidente, la Cámara de Representantes y la mitad del Senado.El titular George Weah era elegible para un segundo mandato.

## Sistema electoral
El Presidente es elegido mediante el sistema de dos vueltas,mientras que los 73 miembros de la Cámara de Representantes son elegidos por mayoría absoluta en circunscripciones uninominalesy uno de los dos miembros del Senado de cada condado también fue elegido mediante votación mayoritaria.

## Candidatos
En enero de 2022, Nathaniel Barnes, ex embajador de Liberia en los Estados Unidos (2008-2010) anunció su intención de postularse para la presidencia como candidato independiente.
Clarence Moniba, líder de la Unión Nacional de Liberia, anunció el 20 de enero de 2023 que se presentaría a las elecciones presidenciales.
Joseph Boakai, exvicepresidente de Liberia (2006-2018) y candidato a la presidencia en 2017, había anunciado que volvería a presentarse a la presidencia en las elecciones.
Alexander B. Cummings Jr., quien terminó quinto en las elecciones presidenciales de 2017 y ex director administrativo de Coca-Cola (2008-2016), anunció que se postularía nuevamente a la presidencia como candidato del Congreso Nacional Alternativo con Charlyne Brumskine como su compañera de fórmula.
El 31 de enero de 2023, el presidente George Weah anunció oficialmente que se presentaría a un segundo mandato presidencial.

## Resultados

### Presidencial (1ra vuelta)
| Candidato                          | Candidato                          | Partido                                    | Votos     | %     |
| ---------------------------------- | ---------------------------------- | ------------------------------------------ | --------- | ----- |
|                                    | George Weah                        | Congreso para el Cambio Democrático        | 804,087   | 43.83 |
|                                    | Joseph Boakai                      | Partido de la Unidad                       | 796,961   | 43.44 |
|                                    | Edward W. Appleton                 | Movimiento de Desarrollo de Base           | 40,271    | 2.20  |
|                                    | Lusinee Kamara                     | Todo el Partido de la Coalición de Liberia | 35,988    | 1.96  |
|                                    | Alexander B. Cummings Jr.          | Partidos Políticos Colaboradores           | 29,613    | 1.61  |
|                                    | Tiawan Saye Gongloe                | Partido Popular de Liberia                 | 26,394    | 1.44  |
|                                    | Allen R. Brown Jr.                 | Partido de Restauración de Liberia         | 15,607    | 0.85  |
|                                    | Simeon Freeman                     | Movimiento por el Cambio Progresista       | 13,205    | 0.72  |
|                                    | William Wiah Tuider                | Lealtad Nacional Democrática               | 11,184    | 0.61  |
|                                    | Joshua Tom Turner                  | Nuevo Partido Liberiano                    | 9,813     | 0.53  |
|                                    | Jeremiah Whapoe                    | Visión para la Transformación de Liberia   | 9,149     | 0.50  |
|                                    | Luther Yorfee                      | Partido de Reconstrucción de Liberia       | 6,479     | 0.35  |
|                                    | Bendu Kromah                       | Independiente                              | 5,991     | 0.33  |
|                                    | Clarence Moniba                    | Unión Nacional de Liberia                  | 5,298     | 0.29  |
|                                    | Sherikh Kouyateh                   | Movimiento Primero Liberia                 | 5,100     | 0.28  |
|                                    | David Kiamu                        | Partido Popular Democrático de Liberia     | 5,086     | 0.28  |
|                                    | Alexander Kollie                   | Congreso Nacional de Reformadores          | 4,398     | 0.24  |
|                                    | Sara Beysolow Nyanti               | Liga de Liberación Africana                | 3,644     | 0.20  |
|                                    | Robert Franz Morris                | Independiente                              | 3,363     | 0.18  |
|                                    | Richard Saye Miller                | Partido Liberiano para la Prosperidad      | 2,885     | 0.16  |
| Votos nulos/en blanco              | Votos nulos/en blanco              | –                                          | 114,639   | 5.88  |
| Total                              | Total                              | –                                          | 1,949,155 | 100   |
| Votantes registrados/participación | Votantes registrados/participación | –                                          | 2,471,617 | 78.86 |
| Fuente: NEC (candidates), NEC      |                                    |                                            |           |       |

### Cámara de Representantes
| Partido                            | Partido                                          | Votos     | %     | Escaños | +/–         |
| ---------------------------------- | ------------------------------------------------ | --------- | ----- | ------- | ----------- |
|                                    | Congreso para el Cambio Democrático              | 401,921   | 22.12 | 25      | 4           |
|                                    | Partido de la Unidad                             | 237,931   | 13.09 | 11      | 9           |
|                                    | Partidos Políticos Colaboradores (ANC–LP)        | 137,909   | 7.59  | 6       | Nuevo       |
|                                    | Partido de Unificación Popular                   | 78,913    | 4.34  | 2       | 3           |
|                                    | Movimiento por la Democracia y la Reconstrucción | 50,408    | 2.77  | 4       | 2           |
|                                    | Todo el Partido Liberiano                        | 45,886    | 2.53  | 1       | 2           |
|                                    | Unión Nacional de Liberia                        | 42,179    | 2.32  | 1       | Sin cambios |
|                                    | Movimiento por una Liberia                       | 38,884    | 2.14  | 0       | Nuevo       |
|                                    | Partido Popular de Liberia                       | 35,400    | 1.95  | 0       | 1           |
|                                    | Partido de Desarrollo Nacional                   | 32,202    | 1.77  | 0       | Nuevo       |
|                                    | Luchadores por la Libertad Económica de Liberia  | 26,102    | 1.44  | 0       | Nuevo       |
|                                    | Todo el Partido de la Coalición de Liberia       | 23,436    | 1.29  | 0       | Nuevo       |
|                                    | Liga de Liberación Africana                      | 20,562    | 1.13  | 0       | Nuevo       |
|                                    | Partido de Transformación de Liberia             | 19,087    | 1.05  | 0       | 1           |
|                                    | Lealtad Nacional Democrática                     | 18,959    | 1.04  | 0       | Nuevo       |
|                                    | Movimiento por el Cambio Progresista             | 18,946    | 1.04  | 1       | 1           |
|                                    | Coalición Democrática Nacional                   | 18,768    | 1.03  | 1       | Nuevo       |
|                                    | Visión para la Transformación de Liberia         | 14,641    | 0.81  | 1       | 1           |
|                                    | Nuevo Partido Liberiano                          | 10,057    | 0.55  | 0       | 0           |
|                                    | Partido Popular Democrático de Liberia           | 9,850     | 0.54  | 0       | Nuevo       |
|                                    | Partido de Reconstrucción de Liberia             | 9,768     | 0.54  | 0       | Nuevo       |
|                                    | Movimiento Primero Liberia                       | 8,608     | 0.47  | 0       | Nuevo       |
|                                    | Alianza Arcoiris (TWP−VCP)                       | 8,574     | 0.47  | 0       | Nuevo       |
|                                    | Partido Liberiano para la Prosperidad            | 4,499     | 0.25  | 0       | Nuevo       |
|                                    | Congreso Nacional de Reformadores                | 3,116     | 0.17  | 0       | Nuevo       |
|                                    | Movimiento Democrático Africano de Liberia       | 2,303     | 0.13  | 0       | Nuevo       |
|                                    | Partido de Solidaridad con Todos los Liberianos  | 1,940     | 0.11  | 0       | Nuevo       |
|                                    | Partido Gran Acción de Liberia                   | 831       | 0.05  | 0       | Nuevo       |
|                                    | Movimiento de Desarrollo de Base                 | 228       | 0.01  | 0       | Nuevo       |
|                                    | Independientes                                   | 467,105   | 25.71 | 19      | 6           |
| Votos nulos/en blanco              | Votos nulos/en blanco                            | 113,962   | 5.9   | –       | –           |
| Total                              | Total                                            | 1,930,972 | 100   | 73      | –           |
| Votantes registrados/participación | Votantes registrados/participación               | 2,471,617 | 78.13 | –       | –           |
| Fuente:[cita requerida]            |                                                  |           |       |         |             |